# Česká liga amerického fotbalu
Česká liga amerického fotbalu (ČLAF) ist eine Meisterschaft für American Football in Tschechien. Gegründet wurde sie 1994 und wird vom Verband Česká asociace amerického fotbalu (ČAAF) ausgerichtet. Die höchste Spielklasse ist die ČLAF. Sie wird ebenso wie die nachgereihten Ligen auf Amateurbasis ausgetragen. In der Saison 2015 wurde erstmals eine vierte Liga eingeführt in der Acht Mann-Football gespielt wurde. Infolge der COVID-19-Pandemie wurde der Spielbetrieb der vierten Liga wieder eingestellt.
Die höchste Liga für American Football in Tschechien ist seit 2022 die Snapback Liga, zuvor trug sie unterschiedliche Sponsorennamen. Das Meisterschaftsfinale der Liga heißt Czech Bowl.

## 1. Liga (Männer) 2025

### Modus
Die acht Mannschaften der 1. Liga spielen im Grunddurchgang innerhalb der eigenen Gruppe ein doppeltes Rundenturnier mit Hin- und Rückspielen und zusätzlich jeweils einmal gegen die Mannschaften der anderen Gruppe. Dadurch ergeben sich 10 Spielwochenenden. Danach spielt der Zweitplatzierte der Gruppe Nord gegen den Drittplatzierten der Gruppe Süd und umgekehrt. Anschließend spielen die Gewinner dieser Partien gegen die Gruppensieger. Die beiden Gewinner dieser Partien bestreiten gegeneinander den Czech Bowl.

### Teams
- Bratislava Monarchs
- Nitra Knights
- Ostrava Steelers
- Pilsen Patriots
- Přerov Mammoths
- Vysočina Gladiators
- Znojmo Knights

## 1. Liga (Damen) 2024
| Pl. | Team              | Sp. | S | U | N | SQ    | Diff. |
| --- | ----------------- | --- | - | - | - | ----- | ----- |
| 1.  | Brno Amazons      | 6   | 6 | 0 | 0 | 1,000 | +187  |
| 2.  | Prague Harpies    | 6   | 4 | 0 | 2 | 0,667 | 1+64  |
| 3.  | Prague Black Cats | 6   | 3 | 0 | 3 | 0,500 | 1−45  |
| 4.  | Jičín Hurricanes  | 6   | 1 | 0 | 5 | 0,167 | −132  |
| 5.  | Warsaw Sirens     | 6   | 1 | 0 | 5 | 0,167 | 1−74  |

Stand: Saisonende 2024, Qualifikation für den Rose Bowl

|                              |                                      | Rose Bowl X    |         |              |  |  |
| Prag 10. November 2024 13:00 |                                      | Prague Harpies | 20 : 49 | Brno Amazons |  |  |
| Prag 10. November 2024 13:00 | (7:14, 7:14, 0:7, 6:14) Spielbericht | Prague Harpies |         | Brno Amazons |  |  |

## 2. Liga (Männer) 2024

### Modus
Die acht Mannschaften der 2. Liga spielen zunächst ein doppeltes Rundenturnier mit Hin- und Rückspielen. Anschließend spielen die vier besten in einer Halbfinal-K.o.-Runde um den Einzug in den Silver Bowl.

### Teams
| - Bělá Raiders - Brno Sígrs - Brno Alligators - Pilsen Patriots - Prague Lions | - Prague Mustangs - Příbram Bobcats - Třinec Sharks - Jičín Hurricanes |

## ČLAF-Meister

### Czech Bowl
Der Czech Bowl ist das Finale der 1. Männer-Liga.
| Nr.    | Jahr | Finaldatum                              | Sieger                                  | Finalist                                | Ergebnis                                | Austragungsort                          |
| ------ | ---- | --------------------------------------- | --------------------------------------- | --------------------------------------- | --------------------------------------- | --------------------------------------- |
| I      | 1994 | –                                       | Prague Panthers                         | –                                       | –                                       | –                                       |
| II     | 1995 | 22. Oktober                             | Prague Panthers                         | Prague Lions                            | 55:22                                   |                                         |
| III    | 1996 | 12. Oktober                             | Prague Panthers                         | Ostrava Steelers                        | 48:30                                   | Slavia, Prag                            |
| IV     | 1997 | 19. Oktober                             | Ostrava Steelers                        | Prague Panthers                         | 32:20                                   |                                         |
| V      | 1998 | 24. Oktober                             | Prague Lions                            | Prague Panthers                         | 29:80                                   |                                         |
| VI     | 1999 | 3. Oktober                              | Prague Panthers                         | Prague Lions                            | 38:00                                   |                                         |
| VII    | 2000 | 1. Oktober                              | Prague Panthers                         | Prague Lions                            | 15:13                                   | Eden Aréna, Prag                        |
| VIII   | 2001 | 8. Juli                                 | Prague Panthers                         | Brno Alligators                         | 35:13                                   | Hostivař, Prag                          |
| IX     | 2002 | 20. Juli                                | Prague Panthers                         | Brno Alligators                         | 52:14                                   |                                         |
| X      | 2003 | 5. Juli                                 | Prague Panthers                         | Prague Lions                            | 23:14                                   | Slavia, Prag                            |
| XI     | 2004 | 10. Juli                                | Prague Lions                            | Prague Panthers                         | 13:30                                   | Slavia, Prag                            |
| XII    | 2005 | 30. Juli                                | Prague Lions                            | Prague Panthers                         | 24:90                                   | Slavia, Prag                            |
| XIII   | 2006 | 16. Juli                                | Prague Lions                            | Bratislava Monarchs                     | 38:21                                   | Slavia, Prag                            |
| XIV    | 2007 | 28. Juli                                | Prague Panthers                         | Prague Lions                            | 28:13                                   | Slavia, Prag                            |
| XV     | 2008 | 27. Juni                                | Prague Panthers                         | Prague Lions                            | 24:14                                   | Eden Aréna, Prag                        |
| XVI    | 2009 | 27. Juni                                | Prague Panthers                         | Prague Lions                            | 24:14                                   | Synot Tip Arena, Prag                   |
| XVII   | 2010 | 27. Juni                                | Prague Panthers                         | Prague Black Hawks                      | 74:00                                   | Synot Tip Arena, Prag                   |
| XVIII  | 2011 | 15. Juli                                | Prague Black Hawks                      | Prague Panthers                         | 32:31                                   | Synot Tip Arena, Prag                   |
| XIX    | 2012 | 29. Juli                                | Prague Black Hawks                      | Prague Panthers                         | 35:34                                   | Slavia, Prag                            |
| XX     | 2013 | 30. Juni                                | Prague Black Panthers                   | Prague Lions                            | 48:90                                   | Spartak, Přerov                         |
| XXI    | 2014 | 15. Juli                                | Prague Black Panthers                   | Příbram Bobcats                         | 40:00                                   | Synot Tip Arena, Prag                   |
| XXII   | 2015 | 20. Juli                                | Prague Black Panthers                   | Příbram Bobcats                         | 52:13                                   | Synot Tip Arena, Prag                   |
| XXIII  | 2016 | 23. Juli                                | Prague Black Panthers                   | Prague Lions                            | 10:90                                   | Viktoria Žizkov, Prag                   |
| XXIV   | 2017 | 24. Juli                                | Prague Black Panthers                   | Ostrava Steelers                        | 28:00                                   | Viktoria Žizkov, Prag                   |
| XXV    | 2018 | 14. Juli                                | Prague Black Panthers                   | Ostrava Steelers                        | 30:70                                   | Městský stadion, Ostrava                |
| XXVI   | 2019 | 20. Juli                                | Prague Lions                            | Ostrava Steelers                        | 29:23                                   | Městský stadion, Ostrava                |
| XXVII  | 2020 | Saison abgesagt wegen Covid-19-Pandemie | Saison abgesagt wegen Covid-19-Pandemie | Saison abgesagt wegen Covid-19-Pandemie | Saison abgesagt wegen Covid-19-Pandemie | Saison abgesagt wegen Covid-19-Pandemie |
| XXVIII | 2021 | 11. September                           | Vysočina Gladiators                     | Prague Lions                            | 23:00                                   | Stadion v Jiráskově ulici, Jihlava      |
| XXIX   | 2022 | 17. Juli                                | Prague Lions                            | Vysočina Gladiators                     | 35:29                                   | Stadion FK Viktoria Žižkov, Prag        |
| XXX    | 2023 | 16. Juli                                | Vysočina Gladiators                     | Ostrava Steelers                        | 42:28                                   | Stadion v Jiráskově ulici, Jihlava      |
| XXXI   | 2024 | 14. Juli                                | Nitra Knights                           | Znojmo Knights                          | 35:28                                   | Štadión pod Zoborom, Nitra              |
| XXXII  | 2025 | 12. Juli                                | Vysočina Gladiators                     | Ostrava Steelers                        | 60:10                                   | Městský stadion, Znojmo                 |

1994 gab es keine Play-offs und auch kein Endspiel. Die Prague Panthers, die nach sämtlichen Spielen den ersten Platz in der Tabelle belegten, wurden Meister.

#### Rangliste nach Teams
| Team                  | Titel | Teilnahme | Jahre                                                                           |
| --------------------- | ----- | --------- | ------------------------------------------------------------------------------- |
| Prague Black Panthers | 18    | 23        | 1994–1996, 1997–1998, 1999–2003, 2004–2005, 2007–2010, 2011–2012, 2013–2018     |
| Prague Lions          | 6     | 16        | 1995, 1998, 1999–2000, 2003, 2004–2006, 2007–2009, 2013, 2016, 2019, 2021, 2022 |
| Vysočina Gladiators   | 3     | 4         | 2021, 2022, 2023, 2025                                                          |
| Prague Black Hawks    | 2     | 3         | 2010, 2011–2012                                                                 |
| Ostrava Steelers      | 1     | 7         | 1996, 1997, 2017–2019, 2023, 2025                                               |
| Nitra Knights         | 1     | 1         | 2024                                                                            |
| Brno Alligators       | 0     | 2         | 2001, 2002                                                                      |
| Příbram Bobcats       | 0     | 2         | 2014, 2015                                                                      |
| Bratislava Monarchs   | 0     | 1         | 2006                                                                            |
| Znojmo Knights        | 0     | 1         | 2024                                                                            |

### Rose Bowl
Der Rose Bowl ist das Finale der 1. Frauen-Liga.
| Nr.  | Jahr | Finaldatum                                 | Sieger                                     | Finalist                                   | Ergebnis                                   | Austragungsort                             |
| ---- | ---- | ------------------------------------------ | ------------------------------------------ | ------------------------------------------ | ------------------------------------------ | ------------------------------------------ |
| I    | 2015 | 7. November                                | Prague Black Cats                          | Brno Amazons                               | 24:14                                      | Slavia, Prag                               |
| II   | 2016 | 10. Oktober                                | Brno Amazons                               | Prague Black Cats                          | 26:12                                      | Čelákovice                                 |
| III  | 2017 | 11. November                               | Brno Amazons                               | Prague Black Cats                          | 26:24                                      | Rugby Bystrc, Brünn                        |
| IV   | 2018 | 4. November                                | Brno Amazons                               | Prague Black Cats                          | 32:06                                      | Rugby Bystrc, Brünn                        |
| V    | 2019 | 10. November                               | Brno Amazons                               | Warsaw Sirens                              | 26:18                                      | Rugby Bystrc, Brünn                        |
| 2020 | 2020 | Saison abgebrochen wegen Covid-19-Pandemie | Saison abgebrochen wegen Covid-19-Pandemie | Saison abgebrochen wegen Covid-19-Pandemie | Saison abgebrochen wegen Covid-19-Pandemie | Saison abgebrochen wegen Covid-19-Pandemie |
| VII  | 2021 | 7. Juli                                    | Prague Black Cats                          | Prague Harpies                             | 14:12                                      | Radotin, Prag                              |
| VIII | 2022 | 6. November                                | Prague Black Cats                          | Prague Harpies                             | 24:14                                      | Radotin, Prag                              |
| IX   | 2023 | 5. November                                | Brno Amazons                               | Prague Black Cats                          | 45:05                                      | Rugby Bystrc, Brünn                        |
| X    | 2024 | 10. November                               | Brno Amazons                               | Prague Harpies                             | 49:20                                      | Radotin, Prag                              |

#### Rose-Bowl-Gewinner (Damen)
| Anzahl | Team              | Jahre                 |
| ------ | ----------------- | --------------------- |
| 6      | Brno Amazons      | 2016–2019, 2023, 2024 |
| 3      | Prague Black Cats | 2015, 2021, 2022      |

### Silver Bowl
Der Silver Bowl ist das Finale der tschechischen 2. Männer-Liga.
| Nr.   | Jahr | Finaldatum                       | Sieger                           | Finalist                         | Ergebnis                         | Austragungsort                   |
| ----- | ---- | -------------------------------- | -------------------------------- | -------------------------------- | -------------------------------- | -------------------------------- |
| I     | 2000 | –                                | Příbram Rams                     | –                                | –                                | –                                |
| II    | 2006 | 24. Juni                         | Brünn Alligators                 | Liberec Highlanders              | 41:60                            |                                  |
| III   | 2007 | 30. Juni                         | Brünn Alligators                 | Pilsen Tornadoes                 | 14:12                            |                                  |
| IV    | 2008 | 28. Juni                         | Havířov Devils                   | Příbram Bobcats                  | 39:28                            |                                  |
| V     | 2010 | 26. Juni                         | Pardubice Stallions              | Šumperk Dietos                   | 61:60                            | Pardubice                        |
| VI    | 2011 | 2. Juli                          | Pardubice Stallions              | Příbram Bobcats                  | 67:42                            | Pardubice                        |
| VII   | 2012 | 1. Juli                          | Budweis Hellboys                 | Znojmo Knights                   | 20:10                            | Sokolský ostrov, Budweis         |
| VIII  | 2013 | 20. Juli                         | Pilsen Patriots                  | Liberec Titans                   | 30:14                            | Vochov                           |
| IX    | 2014 | 12. Juli                         | Ostrava Steelers                 | Prague Hippos                    | 34:27                            | Polanka, Ostrava                 |
| X     | 2015 | 12. Juli                         | Pardubice Stallions              | Ostrava Steelers                 | 42:70                            | Hvězda, Pardubice                |
| XI    | 2016 | 9. Juli                          | Brünn Sígrs                      | Pilsen Patriots                  | 67:00                            | Rugby Bystrc, Brünn              |
| XII   | 2017 | 9. Juli                          | Brünn Alligators                 | Brünn Sígrs                      | 38:31                            | Rugby Bystrc, Brünn              |
| XIII  | 2018 | 15. Juli                         | Ústí nad Labem Blades            | Vysočina Gladiators              | 28:10                            | Na Stoupách, Jihlava             |
| XIV   | 2019 | 13. Juli                         | Přerov Mammoths                  | Prague Black Panthers            | 35:00                            | TJ Spartak, Přerov               |
| XV    | 2020 | Abgesagt wegen Covid-19-Pandemie | Abgesagt wegen Covid-19-Pandemie | Abgesagt wegen Covid-19-Pandemie | Abgesagt wegen Covid-19-Pandemie | Abgesagt wegen Covid-19-Pandemie |
| XVI   | 2021 | 24. Oktober                      | Třinec Sharks                    | Pardubice Stallions              | 21:15                            | Hvězda, Pardubice                |
| XVII  | 2022 | 3. Juli                          | Třinec Sharks                    | Pardubice Stallions              | 31:34                            | Hvězda, Pardubice                |
| XVIII | 2023 | 9. Juli                          | Pardubice Stallions              | Bělá Raiders                     | 13:70                            | Mělnická, Bělá pod Bezdězem      |
| XIX   | 2024 | 7. Juli                          | Pilsen Patriots                  | Jičín Hurricanes                 | 51:29                            | Revoluční, Jičín                 |
| XX    | 2025 | 6. Juli                          | Brünn Sígrs                      | Brünn Alligators                 | 40:90                            |                                  |

2000 gab es keine Playoffs und auch keine Silverbowl. Die Příbram Rams, die nach sämtlichen Spielen den ersten Platz in der Tabelle belegten wurden Meister der Divize B.

#### Silver-Bowl-Gewinner
| Anzahl | Team                  | Jahre                  |
| ------ | --------------------- | ---------------------- |
| 4      | Pardubice Stallions   | 2010, 2011, 2015, 2023 |
| 3      | Brünn Alligators      | 2006, 2007, 2017       |
| 2      | Brünn Sígrs           | 2016, 2025             |
| 2      | Pilsen Patriots       | 2013, 2024             |
| 2      | Třinec Sharks         | 2021, 2022             |
| 1      | Přerov Mammoths       | 2019                   |
| 1      | Ústí nad Labem Blades | 2018                   |
| 1      | Ostrava Steelers      | 2014                   |
| 1      | Budweis Hellboys      | 2012                   |
| 1      | Havířov Devils        | 2008                   |
| 1      | Příbram Rams          | 2000                   |

### Bronze Bowl
Der Bronze Bowl ist das Finale der tschechischen 3. Männer-Liga.
| Nr.  | Jahr | Finaldatum                       | Sieger                           | Finalist                         | Ergebnis                         | Austragungsort                   |
| ---- | ---- | -------------------------------- | -------------------------------- | -------------------------------- | -------------------------------- | -------------------------------- |
| I    | 2012 | 16. Juni                         | Bílovice Sígrs                   | Prague Béčko                     | 32:0                             | Slavia, Prag                     |
| II   | 2014 | 19. Juli                         | Bílovice Sígrs                   | Znojmo Knights                   | 16:14                            | Rugby Bystrc, Brno               |
| III  | 2015 | 19. Juli                         | Bílovice Sígrs                   | Ústí nad Labem Blades            | 23:0                             | Olšinky, Ústí nad Labem          |
| IV   | 2016 | 16. Juli                         | Brünn Alligators                 | Znojmo Knights                   | 81:06                            | Rugby Bystrc, Brno               |
| V    | 2017 | 15. Juli                         | Přerov Mammoths                  | Vysočina Gladiators              | 06:0                             | FC Vysočina Jihlava              |
| VI   | 2018 | 15. Juli                         | Prague Black Panthers 2          | Třinec Sharks                    | 14:03                            | Uhelné sklady Prag               |
| VII  | 2019 | 14. Juli                         | Zlín Golems                      | Šumperk Dietos                   | 35:0                             | Stadion mládeže Zlín             |
| 2020 | 2020 | Abgesagt wegen Covid-19-Pandemie | Abgesagt wegen Covid-19-Pandemie | Abgesagt wegen Covid-19-Pandemie | Abgesagt wegen Covid-19-Pandemie | Abgesagt wegen Covid-19-Pandemie |
| 2021 |      | Abgesagt wegen Covid-19-Pandemie | Abgesagt wegen Covid-19-Pandemie | Abgesagt wegen Covid-19-Pandemie | Abgesagt wegen Covid-19-Pandemie | Abgesagt wegen Covid-19-Pandemie |
| VIII | 2022 | 2. Juli                          | Bělá Raiders                     | Zlín Golems                      | 28:06                            | Mělnická, Bělá pod Bezdězem      |
| IX   | 2023 | 8. Juli                          | Jičín Hurricanes                 | Zlín Golems                      | 14:0                             | Revoluční, Jičín                 |
| X    | 2024 | 6. Juli                          | Zlín Golems                      | Hradec Králové Dragons           | 25:06                            | Stadion mládeže Zlín             |

#### Bronze-Bowl-Gewinner
| Anzahl | Team                    | Jahre            |
| ------ | ----------------------- | ---------------- |
| 3      | Bílovice Sígrs          | 2012, 2014, 2015 |
| 2      | Zlín Golems             | 2019, 2024       |
| 1      | Brünn Alligators        | 2016             |
| 1      | Přerov Mammoths         | 2017             |
| 1      | Prague Black Panthers 2 | 2018             |
| 1      | Bělá Raiders            | 2022             |
| 1      | Jičín Hurricanes        | 2023             |

### Iron Bowl
Der Iron Bowl war das Finale der tschechischen 4. Männer-Liga.
| Nr. | Jahr | Finaldatum | Sieger              | Finalist              | Ergebnis | Austragungsort       |
| --- | ---- | ---------- | ------------------- | --------------------- | -------- | -------------------- |
| I   | 2015 | 17. Juli   | Znojmo Knights      | Vysočina Gladiators   | 27:26    | Husovy Sady, Znojmo  |
| II  | 2016 | 10. Juli   | Vysočina Gladiators | Třinec Sharks         | 18:13    | Na Stoupách, Jihlava |
| III | 2017 | 16. Juli   | Třinec Sharks       | Teplice Nordians      | 28:14    | Bystřany, Teplice    |
| IV  | 2018 | 15. Juli   | Liberec Titans      | Karlovy Vary Warriors | 19:13    | Chotyně              |
| V   | 2019 | 6. Juli    | Budweis Hellboys    | Karlovy Vary Warriors | 15:14    | Karlovy Vary         |

#### Iron-Bowl-Gewinner
| Anzahl | Team                | Jahre |
| ------ | ------------------- | ----- |
| 1      | Znojmo Knights      | 2015  |
| 1      | Vysočina Gladiators | 2016  |
| 1      | Třinec Sharks       | 2017  |
| 1      | Liberec Titans      | 2018  |
| 1      | Budweis Hellboys    | 2019  |